# August Lonsinger
August Lonsinger (russisch Август Фридрихович Лонзингер/Awgust Friedrichowitsch Lonsinger, * 11. Dezember 1881 in Schtscherbakowka (ehemals Mühlberg), Gouvernement Saratow, Russisches Kaiserreich; † 12. Februar 1953 in Uschur, Sowjetunion) war ein russisch-sowjetischer Schriftsteller, Redakteur sowie Pädagoge wolgadeutscher Herkunft.

## Leben
Lonsinger entstammte einer Lehrerfamilie deutscher Herkunft. Seine Jugend verbrachte er in der Ortschaft Grimm an der Wolga, wo er nach dem Tod des Vaters, einem einstigen Direktor der Schule von Mühlberg, im Alter von acht Jahren begann, die Russische Zentralschule zu besuchen. Diese schloss er im Jahre 1896 ab. Anschließend arbeitete Lonsinger einige Zeit als Heimlehrer in der gewerblichen Vorstadt Dubowka bei Wolgograd (damals Zarizyn). Danach folgte eine Festeinstellung als Deutsch-Lehrer im Gymnasium von Zarizyn, der Stadt, wo er bis 1910 seinen Wohnsitz hatte. Er wechselte auf das Gymnasium in Saratow. Von 1922 bis 1927 war er Lehrer an der Deutschen Schule derselben Stadt. Zudem war Lonsinger Lektor an der Saratower Universität und Inspektor des Volkskommissariats für Bildungswesen der Wolgadeutschen Republik, welche offiziell durch das Sowjetregime als eine ASSR im Jahre 1924 ins Leben gerufen worden war.
Der wolgadeutsche Pädagoge und Schriftsteller veröffentlichte unter dem Pseudonym Kolnier (aus dem Plattdeutschen für Kolonist) zahlreiche Reportagen, Skizzen und Erzählungen, die in der Saratower Deutschen Zeitung erschienen. Lonsinger war Autor des ersten Romans aus dem Leben der Wolgadeutschen Nor net lopper g'gewa (Bloß nicht aufgeben) (1911). Während seines Dienstes an der Türkischen Front im Ersten Weltkrieg verfasste er die Erzählung Philipp Jab(erste Veröffentlichung durch das Blatt Volkszeitung Ende 1914).
Im Jahre 1935 kam es zur ersten Verbannung in die Kasachische SSR. Jedoch durfte Lonsinger nach drei Jahren an die Wolga zurückkehren. Nach Stalins Vorwurf einer mutmaßlichen Kollaboration der Sowjetbürger deutscher Abstammung mit Hitlerdeutschland wurde auch August Lonsinger im Jahre 1941 nach Sibirien deportiert. In dem Dorf Kornilowo (Region Krasnojarsk) ging er der Arbeit eines Buchhalters der Kolchose nach.

## Publikationen
- Die eifersüchtige Nora. Saratow, 1904;
- Nor net lopper g'gewa. Saratow, 1911;
- Mister Horn. Saratow, 1913;
- Hüben und drüben. Erlebnisse eines deutschen Wolgakolonisten. Saratow, 1914;
- Philipp Jab, Volkszeitung, 1914/15;
- Wandlungen, Arbeit, 1924;
- Dein Versprechen, Unsere Bauernzeitung, 1926;
- Ropp-Zopp, in: Beiträge zur Heimatkunde des deutschen Wolgagebiets, Pokrowsk, 1923, S. 80–82.
- Sachliche Volkskunde der Wolgadeutschen. Siedlung, Obdach, Nahrung, Kleidung. Victor Herdt (Hg.). Remshalden: Greiner 2004.

| Personendaten    | Personendaten                                                                     |
| ---------------- | --------------------------------------------------------------------------------- |
| NAME             | Lonsinger, August                                                                 |
| KURZBESCHREIBUNG | russisch-sowjetischer Schriftsteller                                              |
| GEBURTSDATUM     | 11. Dezember 1881                                                                 |
| GEBURTSORT       | Schtscherbakowka (ehemals Mühlberg), Gouvernement Saratow, Russisches Kaiserreich |
| STERBEDATUM      | 12. Februar 1953                                                                  |
| STERBEORT        | Uschur, Sowjetunion                                                               |